# A Relic of Old Japan

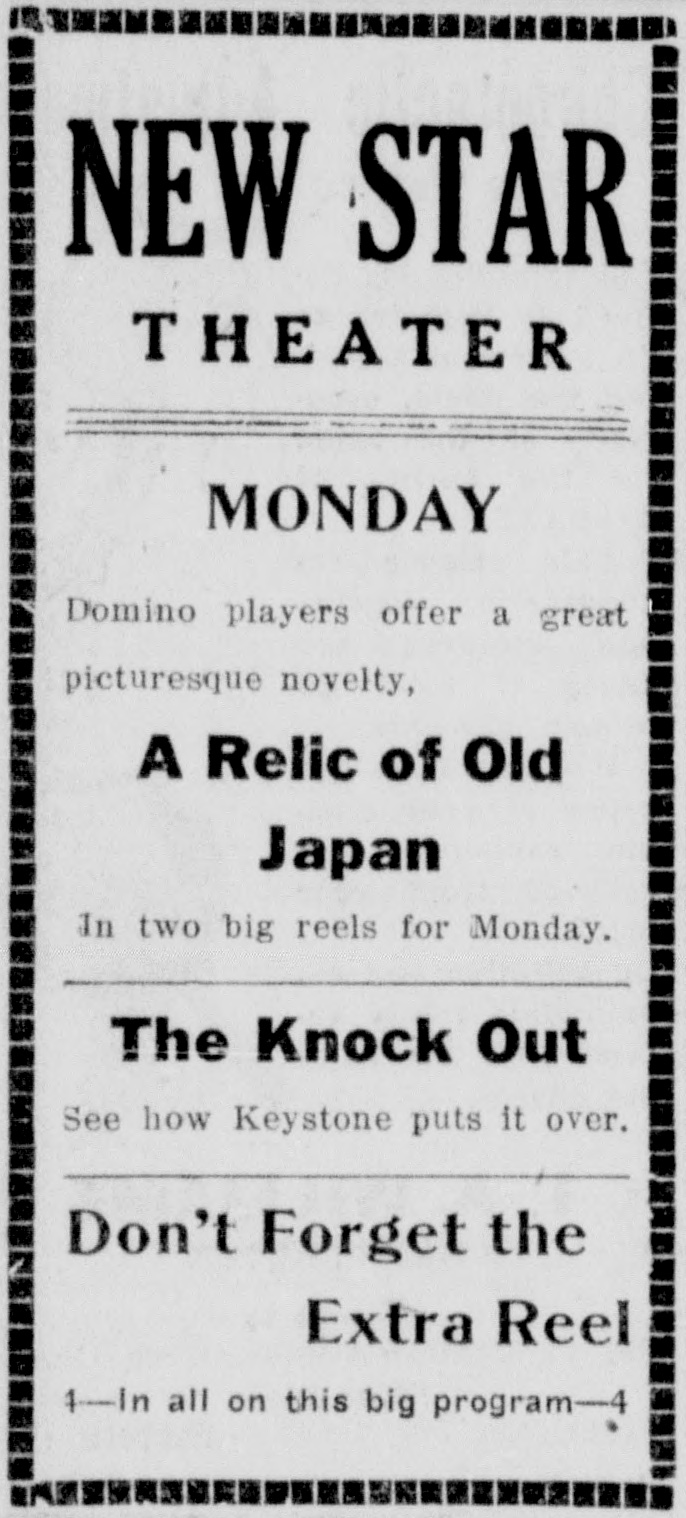
Pubblicità del film su un giornale del 1914

A Relic of Old Japan è un cortometraggio muto del 1914 diretto da Reginald Barker.

## Produzione
Il film fu prodotto dalla Domino Film Company.

## Distribuzione
Distribuito dalla Mutual Film, il film - un cortometraggio in due bobine - uscì nelle sale statunitensi l'11 giugno 1914.